# Anthony Anderson
Anthony Anderson (* 15. srpna 1970, Augusta, Maine, Spojené státy americké) je americký herec, komik, scenárista a moderátor. Svoji kariéru zahájil rolí v sitcomu All About the Andersons. Za roli získal první nominaci na cenu Teen Choice Awards. Mimo to si zahrál vedlejší role v dramatických seriálech jako Ve městě hurikánů, Policejní odznak a Zákon a pořádek.
Hlavní role si poté zahrál ve filmech Já, mé druhá já a Irena (2000), Klokan Jack (2003), Agent Cody Banks 2 (2004), Skrytá identita (2006), Transformers (2007) a Vríškot 4 ( 2011).
Anderson je také pravidelným porotcem show Iron Chef America, vysílané na stanici Food Network. Do povědomí většího publika se dostal v roce 2014 s hlavní rolí Andreho Johnsona v sitcomu stanice ABC Black-ish. Od června 2016 moderuje show stanice ABC To Tell the Truth.

## Filmografie

### Film
| Rok  | Název                       | Role                      | Poznámky |
| ---- | --------------------------- | ------------------------- | -------- |
| 1999 | Nespoutaná volnost          | Scribbles                 |          |
| 1999 | Doživotí                    | Cookie                    |          |
| 1999 | Trippin'                    | Z-Boy                     |          |
| 2000 | Romeo musí zemřít           | Maurice                   |          |
| 2000 | Agent v sukni               | Nolan                     |          |
| 2000 | Já, mé druhé já a Irena     | Jamaal Baileygates        |          |
| 2000 | Temná legenda 2             | Stan Washington           |          |
| 2001 | Flek                        | Benny                     |          |
| 2001 | Lovec policajtů             | T.K. Johnson              |          |
| 2001 | Přichází království nebeské | Junior Slocumb            |          |
| 2001 | Dva do hry                  | Tony                      |          |
| 2002 | Holičství                   | J.D.                      |          |
| 2003 | Klokan Jack                 | Louis Booker              |          |
| 2003 | Od kolébky do hrobu         | Tommy                     |          |
| 2003 | Nejhledanější v Malibu      | PJ                        |          |
| 2003 | Scary Movie 3               | Mahalik                   |          |
| 2004 | 3 muži a 3 nemluvňata       | G. Bong                   |          |
| 2004 | Agent Cody Banks 2          | Derek Bowman              |          |
| 2004 | Zahulíme, uvidíme           | zaměstnanec Burger Shacku |          |
| 2005 | Královské výkupné           | Malcolm King              |          |
| 2005 | Hustle a Flow               | Key                       |          |
| 2005 | Karcoolka                   | Bill Stork (hlas)         |          |
| 2006 | Scary Movie 4               | Mahalik                   |          |
| 2006 | The Last Stand              | Jay                       |          |
| 2006 | Arthur a Minimojové         | Koolomassai (hlas)        |          |
| 2006 | Skrytá identita             | Trooper Brown             |          |
| 2007 | Transformers                | Glen Whitmann             |          |
| 2010 | Záložní plán                | Otec                      |          |
| 2010 | Sammyho dobrodružství 3D    | Ray (hlas)                |          |
| 2011 | Vřískot 4                   | Detektiv Perkins          |          |
| 2011 | Nadějný rok                 | Bill Clemens              |          |
| 2012 | The Power of Few            | Junkshow                  |          |
| 2013 | Zpátky do ringu             | Pan Sandpaper Hands       |          |
| 2014 | Děs po setmění              | "Samotný Vlk" Morales     |          |
| 2016 | Hot Bot                     | Agent Frazier             |          |
| 2016 | Holičství 3: Nový sestřih   | J.D.                      |          |
| 2017 | Small Town Crime            | Pan Banks                 |          |
| 2017 | The Star                    | Zach (hlas)               |          |
| 2017 | Ferdinand                   | Bones (hlas)              |          |
| 2019 | Beats                       | Romelo Reese              |          |

### Televize
| Rok          | Název                                     | Role                              | Poznámky                                                                                        |
| ------------ | ----------------------------------------- | --------------------------------- | ----------------------------------------------------------------------------------------------- |
| 1996–1998    | Dobrá trefa                               | Teddy Brodis                      | 39 dílů                                                                                         |
| 1998         | Policie New York                          | Vondell                           | díl: „Weaver of Hate“                                                                           |
| 2000         | Ally McBealová                            | Matthew Vault                     | 2 díly                                                                                          |
| 2001         | My Wife and Kids                          | Dr. Buchay                        | 2 díly                                                                                          |
| 2001         | The Weakest Link                          | Sám sebe/porotce                  | 1 díl                                                                                           |
| 2002         | The Proud Family                          | Ray Ray (hlas)                    | díl: „Behind Family Lines“                                                                      |
| 2003–2004    | All About the Andersons                   | Anthony Anderson                  | 16 dílů                                                                                         |
| 2004–2005    | Policejní odznak                          | Antwon Mitchell                   | 15 dílů                                                                                         |
| 2005         | The Bernie Mac Show                       | Bryan Brown                       | 4 díly                                                                                          |
| 2005         | Veronica Mars                             | Percy "Bone" Hamilton             | díl: „Pán řetězů“                                                                               |
| 2005         | Vincentův svět                            | Sám sebe                          | díl: „Sousedé“                                                                                  |
| 2005         | Chappelle's Show                          | Muž bez trička                    | díl: „Don't Pitch Me“                                                                           |
| 2006         | Zákon a pořádek: Útvar pro zvláštní oběti | Lucius Blaine                     | díl: „Fat“                                                                                      |
| 2006–2007    | V dobrém i zlém                           | Cofeld                            | 6 dílů                                                                                          |
| 2007         | Ve městě hurikánů                         | Marlin Boulet                     | 11 dílů                                                                                         |
| 2008–2010    | Zákon a pořádek                           | detektiv Kevin Bernard            | 50 dílů                                                                                         |
| 2008         | Samantha Who?                             | Rafael Grace                      | díl: „Out of Africa“                                                                            |
| 2010         | Golf in America                           | Moderátor                         |                                                                                                 |
| 2011         | Shameless                                 | Marty Fisher                      | díl: „Three Boys“                                                                               |
| 2011         | Family BrainSurge                         | Sám sebe                          |                                                                                                 |
| 2012         | Agentura Jasno                            | Thane Woodson                     | díl: „True Grits“                                                                               |
| 2012         | Vychovávat Hope                           | Soused                            | díl: „Pohled zblízka“                                                                           |
| 2012         | The Soul Man                              | Brown Taylor                      | díl: „Revelations“                                                                              |
| 2012–2013    | Guys with Kids                            | Gary                              | 18 dílů                                                                                         |
| 2010–2013    | Treme                                     | Derek Watson                      | 4 díly                                                                                          |
| 2013         | Pekelná kuchyně                           | Sám sebe                          | díl: „Winner Chosen“                                                                            |
| 2013         | Real Husbands of Hollywood                | Sám sebe                          | díl: „Rock, Paper, Stealers“                                                                    |
| 2013         | Chopped                                   | Sám sebe                          | díl: „Celebrity Holiday Bash“                                                                   |
| 2013, 2014   | Hollywood Game Night                      | Sám sebe                          | 2 díly                                                                                          |
| 2014         | Mizera                                    | Reggie Jarvis                     | díl: „Three Strikes“                                                                            |
| 2014         | Celebrities Undercover                    | Sám sebe                          |                                                                                                 |
| 2014         | Eating America with Anthony Anderson      | Sám sebe/moderátor                | také výkonný producent, 8 dílů                                                                  |
| 2014–2022    | Black-ish                                 | Andre "Dre" Johnson, Sr./Narrator | hlavní role, také výkonný producent                                                             |
| 2015, 2019   | Celebrity Family Feud                     | Sám sebe                          | díl: „Anderson vs. Braxton“                                                                     |
| 2015         | Carnival Cravings with Anthony Anderson   | Sám sebe/moderátor                | také výkonný producent                                                                          |
| 2015–2018    | Blaze and the Monster Machines            | Pegwheel (hlas)                   | 3 díly                                                                                          |
| 2016         | Lip Sync Battle                           | Sám sebe                          | díl: „Anthony Anderson vs. Tracee Ellis Ross“                                                   |
| 2016         | Richie Rich                               | Bulldozah                         | díl: „Rapper'$ Delight“                                                                         |
| od roku 2016 | To Tell the Truth                         | Sám sebe/moderátor                | 8 dílů                                                                                          |
| 2016         | The $100,000 Pyramid                      | Sám sebe/porotce                  | díl: „Anthony Anderson vs. Sherri Shepherd“                                                     |
| 2016         | Doktorka Plyšáková                        | Stanley (hlas)                    | díl: „Welcome to McStuffinsville“                                                               |
| 2017         | Jimmy Kimmel Live!                        | Sám sebe/Moderátor                |                                                                                                 |
| 2017         | The Gong Show                             | Sám sebe/porotce                  | díl: „Dana Carvey/Tracee Ellis Ross/Anthony Anderson“                                           |
| 2017         | Drop the Mic                              | Sám sebe                          | díl: „Halle Berry vs. James Corden / Anthony Anderson vs. Usher“                                |
| 2018         | Grown-ish                                 | Andre "Dre" Johnson, Sr.          | díl: „Late Registration“; také výkonný producent                                                |
| 2019         | Live in Front of a Studio Audience        | Strýček Henry Jefferson/sám sebe  | díly: „Norman Lear's All in the Family and The Jeffersons“ a „All in the Family and Good Times“ |
| 2019         | Mixed-ish                                 | Andre "Dre" Johnson, Sr.          | díl: „Becoming Bow“; také výkonný producent                                                     |
| 2019         | The Late Late Show with James Corden      | Sám sebe/moderátor                |                                                                                                 |
| 2020         | Extreme Makeover: Home Edition            | Sám sebe/moderátor                |                                                                                                 |
| 2020         | #KidsTogether: The Nickelodeon Town Hall  | Sám sebe                          | TV speciál                                                                                      |
| 2020         | Who Wants to Be a Millionaire             | Sám sebe/moderátor                |                                                                                                 |

### Videohry
| Rok  | Název                        | Role           |
| ---- | ---------------------------- | -------------- |
| 2006 | Scarface: The World Is Yours | Prodejce drog  |
| 2007 | Def Jam: Icon                | Trójský dolar  |
| 2012 | Diablo III                   | Monster (hlas) |

## Ocenění a nominace
| Rok  | Název ocenění                               | Kategorie                                             | Nominovaný za           | Výsledek  |
| ---- | ------------------------------------------- | ----------------------------------------------------- | ----------------------- | --------- |
| 2004 | Teen Choice Awards                          | nejlepší seriálový herec (komedie)                    | All About the Andersons | nominace  |
| 2006 | Satellite Awards                            | nejlepší filmové obsazení                             | Skrytá identita         | vítězství |
| 2013 | NAACP Image Awards                          | nejlepší mužský herecký výkon (komedie)               | Guys with Kids          | nominace  |
| 2015 | NAACP Image Awards                          | nejlepší mužský herecký výkon (komedie)               | Black-ish               | vítězství |
| 2015 | Cena Emmy                                   | nejlepší mužský herecký výkon v hlavní roli (komedie) | Black-ish               | nominace  |
| 2015 | Critics' Choice Television Awards           | nejlepší mužský herecký výkon (komedie)               | Black-ish               | nominace  |
| 2015 | Teen Choice Awards                          | nejlepší seriálový herec (komedie)                    | Black-ish               | nominace  |
| 2016 | Critics' Choice Television Awards           | nejlepší mužský herecký výkon (komedie)               | Black-ish               | nominace  |
| 2016 | NAACP Image Awards                          | nejlepší mužský herecký výkon (komedie)               | Black-ish               | vítězství |
| 2016 | Cena Emmy                                   | nejlepší mužský herecký výkon v hlavní roli (komedie) | Black-ish               | nominace  |
| 2016 | Cena Emmy                                   | nejlepší komedie (jako producent)                     | Black-ish               | nominace  |
| 2016 | Critics' Choice Television Awards           | nejlepší mužský herecký výkon (komedie)               | Black-ish               | nominace  |
| 2017 | Zlatý glóbus                                | Nejlepší herec v komediálním seriálu \|               | Black-ish               | nominace  |
| 2017 | Cena Sdružení filmových a televizních herců | nejlepší mužský herecký výkon v hlavní roli (komedie) | Black-ish               | nominace  |
| 2017 | Cena Sdružení filmových a televizních herců | nejlepší filmové obsazení (komedie)                   | Black-ish               | nominace  |
| 2017 | Cena Emmy                                   | nejlepší mužský herecký výkon v hlavní roli (komedie) | Black-ish               | nominace  |
| 2017 | Cena Emmy                                   | nejlepší komedie (jako producent)                     | Black-ish               | nominace  |
| 2017 | Teen Choice Awards                          | nejlepší seriálový herec (komedie)                    | Black-ish               | nominace  |
| 2018 | Zlatý glóbus                                | nejlepší mužský herecký výkon v hlavní roli (komedie) | Black-ish               | nominace  |
| 2018 | Cena Emmy                                   | nejlepší mužský herecký výkon v hlavní roli (komedie) | Black-ish               | nominace  |
| 2018 | Cena Emmy                                   | nejlepší komedie (jako producent)                     | Black-ish               | nominace  |
| 2019 | Cena Emmy                                   | nejlepší mužský herecký výkon v hlavní roli (komedie) | Black-ish               | nominace  |
| 2019 | Teen Choice Awards                          | nejlepší seriálový herec (komedie)                    | Black-ish               | nominace  |
| 2020 | Cena Emmy                                   | nejlepší mužský herecký výkon v hlavní roli (komedie) | Black-ish               | nominace  |